# Кетрін Грейсон
Зелма Кетрін Елізабет Гедрік (англ. Zelma Kathryn Elisabeth Hedrick), Кетрін Грейсон (англ. Kathryn Grayson; 9 лютого 1922 — 17 лютого 2010) — американська акторка і співачка, сопрано.

## Біографія
Народилася 9 лютого 1922 року в місті Вінстон-Сейлем в Північній Кароліні. Пізніше її сім'я переїхала в Сент-Луїс, де під час невеликого виступу в Муніципальному оперному театрі вона проявила талант співачки. Після цього брала уроки співу в Державному оперному театрі в Чикаго.
На самому початку 1940-х підписала контракт з «MGM» і в 1941 дебютувала у фільмі «Приватний секретар Енді Харді». Студія «MGM» вирішила зробити з Грейсон другу Діну Дурбін, яка в ті роки була зіркою «Universal Studios», і протягом наступного десятиліття Грейсон з'явилася в таких знаменитих фільмах, як «Тисячі привітань» (1943), «Підняти якорі» (1945), «Шаленості Зігфелда» (1946), «Поки пливуть хмари» (1946), «Бандит, який цілується» (1948), «Театр на плаву» (1951) і «Цілуй мене, Кет» (1953). Також вона двічі знялася з Маріо Ланца в музичних фільмах «Опівнічний поцілунок» (1949) і «Рибалка з Нового Орлеана» (1950).
Із завершенням ери мюзиклів на студії «MGM» закінчилася і кінокар'єра Грейсон. Після цього вона перемістилася на театральну сцену. З'явилася в багатьох комедійних п'єсах, включаючи «Плавучий театр», «Розалінда», «Цілуй мене, Кет» і «Весела вдова», за роль в якій вона була номінована на театральну премію Сари Сіддонс. У 1962 році замінила Джулі Ендрюс в бродвейській постановці «Камелот». Ця постановка стала дуже успішною в її театральній кар'єрі і в наступні 16 місяців Грейсон гастролювала з нею багатьма містами США.
Кетрін Грейсон не залишила й кар'єру оперної співачки. У 1960-х вона виступила в таких операх, як «Богема», «Мадам Батерфляй», «Орфей у пеклі» і «Травіата».
Мала кілька ролей на телебаченні. У 1956 році була номінована на «Еммі» за роль в серіалі «Театр Дженерал Електрик». В кінці 1980-х років з'явилася в кількох епізодах серіалу «Вона написала вбивство» з Анджелою Ленсбері в головній ролі.
Кетрін Грейсон двічі була двічі одружена і розлучена. Від другого чоловіка в 1948 році народила дочку.
Останні роки життя була спостерігачкою вокальної та хорової студійної програми в Державному університеті Айдахо. 
Кетрін Грейсон померла уві сні у своєму будинку в Лос-Анджелесі 17 лютого 2010 року в віці 88 років.

## Вибрана фільмографія
- 1943 — Тисячі привітань / Thousands Cheer
- 1945 — Підняти якорі / Anchors Aweigh